# Zatrephes iridescens
Zatrephes iridescens là một loài bướm đêm thuộc phân họ Arctiinae, họ Erebidae.